# Wang Fuzhi
Pour les articles homonymes, voir Wang (patronyme).
Wang Fuzhi (王夫之, 1619–1692), de son nom de plume Chuanshan (船山 Chuan-shan), également connu sous les noms de Wang Fu-zi ou Wang Zi, était un philosophe chinois de la fin de la dynastie Ming et du début de la dynastie Qing.

## Vie
Né dans une famille de lettrés modeste à Hengyang dans la province du Hunan en 1619, Wang Fuzhi commença très jeune à étudier les textes classiques chinois. Il se lance dans l'action politique à 20 ans en créant une Société pour la réforme inspirée de la Société du Renouveau. Il passa les examens à l'âge de 24 ans, mais la carrière à laquelle il se destinait fut interrompue par l'invasion de la Chine par les Mandchous, qui fondèrent la dynastie Qing. Animé d'une hostilité profonde contre l'usurpateur mandchou, il se mit au service de l'empereur Yongli qui tentait de sauver ce qui restait de la dynastie Ming. Après la chute de Pékin, il composa à la demande de son père un commentaire sur les Annales des Printemps et des Automnes. Dans cet ouvrage, il tentait de justifier la « guerre juste » que les Chinois doivent mener contre les barbares. Très vite, cependant, il renonça à la politique et fut contraint de passer le reste de sa vie à se cacher dans une retraite studieuse. Il trouva refuge au pied de la montagne Chuanshan, dont il fit son nom de plume. Il mourut probablement en 1693 mais on ignore à quelle date exactement et où.

## Œuvres philosophiques
On attribue plus d'une centaine de livres à Wang Fuzhi, mais beaucoup d'entre eux ont été perdus. Ses œuvres, mises sous le boisseau par le pouvoir Qing ne furent publiées (expurgées) qu'au XIXe siècle. Ce qu'il en reste est réuni sous le titre de Chuanshan yishu quanji. 
Wang était un disciple de Confucius, mais considérait que la philosophie néo-confucéenne qui dominait la Chine à cette époque avait détourné l'enseignement de Confucius. C'est pourquoi il écrivit ses propres commentaires des classiques confucéens, dont cinq sur le Yi Jing, ou Classique des mutations. Il développa progressivement son propre système philosophique. Il écrivit sur de nombreux sujets : métaphysique, épistémologie, morale, poésie, politique... Aujourd'hui, Wang Fuzhi est considéré comme le penseur majeur du début des Qing. Son œuvre l'inscrit dans la lignée des lettrés confucéens offrant sur cette longue tradition un ultime point de vue global avant qu'elle n'entre en contact avec l'occident et ne subisse son influence.
Outre Confucius, Wang s'inspira également de Zhang Zai et du néo-confucéen Zhu Xi dont il réfuta le dualisme.

### Métaphysique
Wang Fuzhi est un adversaire résolu du bouddhisme dont il dénonce la thèse du caractère illusoire du monde sensible qui décourage toute volonté d'action et conduit à la ruine de l'homme, de la société et de l'état. Il s'oppose également à l'idéalisme de Wang Yang-ming. Contre l'influence dissolvante du bouddhisme, il réaffirme la vie et le monde objectif "qui permettent la réflexion et l'action humaines." Wang est donc un philosophe vigoureusement réaliste qui accepte la condition humaine et refuse de s'en évader. Pour lui "c'est folie que de vouloir trancher les liens qui nous unissent au monde, car  il nous appartient et nous lui appartenons à tout instant [...] Qui imagine un absolu, perd le sens véritable du monde". Auteur d'un commentaire du Zhengmeng de Zhang Zai, dans la lignée du confucianisme engagé et militant, il fustige les conceptions taoïstes du non-manifesté (Wu) et bouddhistes de la vacuité. Il leur oppose la réalité éternelle et indestructible du qi (énergie universelle) qui passe par de multiples transformations entre états différenciés en indifférenciés. Contrairement à Zhu Xi, il refuse l'assimilation de ce processus avec la notion bouddhiste de transmigration. Comme Zhang Zai, il pense que "l'espace vide n'est autre que le volume occupé par l'énergie." Quand l'énergie se condense, des formes sensibles apparaissent. Quand l'énergie se disperse, "elle n'est plus visible, et les hommes pensent alors qu'il n'y a plus rien." L'interaction du yin et du yáng suffit à expliquer tout le fonctionnement de l'univers. Penseur de l'immanence, Wang Fuzhi considère le principe (理 li) non pas à l'origine ou au-dessus de l'univers, mais comme son dynamisme même. Il vise ici l'idée de principe absolu inspiré du bouddhisme. Pour lui, le principe est structurant. Il fait que tout s'ordonne spontanément en formes et réseaux ramifiés. 
Enfin, Wang refuse l'interprétation dualiste du rapport entre énergie et principe, développé par Cheng Yi et Zhu Xi. Pour lui, "le principe réside dans l'énergie et l'énergie n'est rien d'autre que le principe... tout n'est qu'un, il n'y a pas de dualité". L'approche métaphysique de Wang ne saurait donc être réduite à une sorte de matérialisme. Il s'agit plutôt d'un non-dualisme de type réaliste.

### Éthique
Les idées métaphysiques de Wang l'ont mené à une philosophie morale naturaliste ; c'est ce qui lui apporta une grande popularité en Chine. Il n'y a pas de valeurs dans la nature ; ce sont les êtres humains qui attribuent aux objets et aux actions les vertus et les valeurs. En particulier, les désirs humains ne sont pas intrinsèquement mauvais (comme le prétendaient les bouddhistes) ; non seulement ils sont inévitables, en tant que partie essentielle de notre nature, mais ils peuvent être bénéfiques : la nature morale des êtres humains est fondée sur nos sentiments à l'égard des autres. Seule l'absence de modération peut créer des problèmes.
Les désirs humains constituent le principal exemple de notre relation, en tant qu'être matériels, avec le monde matériel dans lequel nous vivons. La nature humaine se déploie à partir notre nature matérielle initiale, à l'occasion des changements que nous subissons dans notre interaction avec le monde.

### Épistémologie
Wang insiste beaucoup sur le besoin réciproque de l'expérience et de la raison. Nous devons étudier le monde au moyen de nos sens, et raisonner prudemment dessus. C'est pourquoi la connaissance et l'action sont entrelacées, et que l'action est au fondement de la connaissance. L'acquisition du savoir est lente et laborieuse ; il n'y a pas, chez Wang, d'illumination ou d'inspiration.

### Politique et histoire
C'est surtout à sa pensée politique et historique que Wang doit sa popularité en Chine. Le gouvernement, dit-il, doit profiter au peuple ; le pouvoir n'est pas une fin en soi. L'histoire est un cycle perpétuel de renouvellement, dans lequel a lieu le progrès graduel mais continu de la société humaine. 
Il y a, certes, des périodes de chaos, aussi bien que de stabilité et de prospérité, selon le degré de vertu de l'empereur et du peuple ; mais même dans ces périodes, la tension vers le progrès est sous-jacente.
Ce n'est pas l'effet du destin, mais plutôt le résultat de lois naturelles qui gouvernent les êtres humains et la société. C'est pourquoi Wang rejette l'idée d'un âge d'or passé que l'on devrait imiter.
Quant à la pratique politique, Wang pensait que le pouvoir des seigneurs était un mal, et devait être affaibli par une augmentation des taxes, ce qui conduirait également à l'augmentation du nombre des paysans propriétaires de leurs terres.

## Interprétation de Wang Fuzhi
L'interprétation de Wang Fuzhi a été le thème d'un débat dans la revue Études chinoises, en 1990, entre Jean-François Billeter et François Jullien. 
Jean-François Billeter en proposait une lecture d'inspiration phénoménologique, avançant que la pensée du monde chez Wang était la projection sur le monde d'une expérience de conscience. Billeter critiquait la méthode comparatiste que Jullien adoptait dans Procès ou création, et qui l'amenait à considérer l'œuvre de Wang en faisant abstraction de la dimension de vérité de sa pensée.
Jullien, quant à lui, a reproché à Billeter de projeter sur Wang Fuzhi des catégories proprement occidentales, comme celles de conscience, d'action, de sujet et d'objet, etc. ; et ainsi, de manquer l'altérité et la spécificité des constructions mentales chinoises.